# Charles de Médicis
Ne doit pas être confondu avec Carlo de' Medici.
Pour les autres membres de la famille, voir Maison de Médicis.
Charles de Médicis ou Carlo di Cosimo de' Medici, né en 1428 ou 1430 à Florence et mort le 29 mai 1492 dans la même ville est un prêtre italien. Membre de la puissante famille Médicis, il fut à la fois un ecclésiastique et un collectionneur.

## Jeunesse

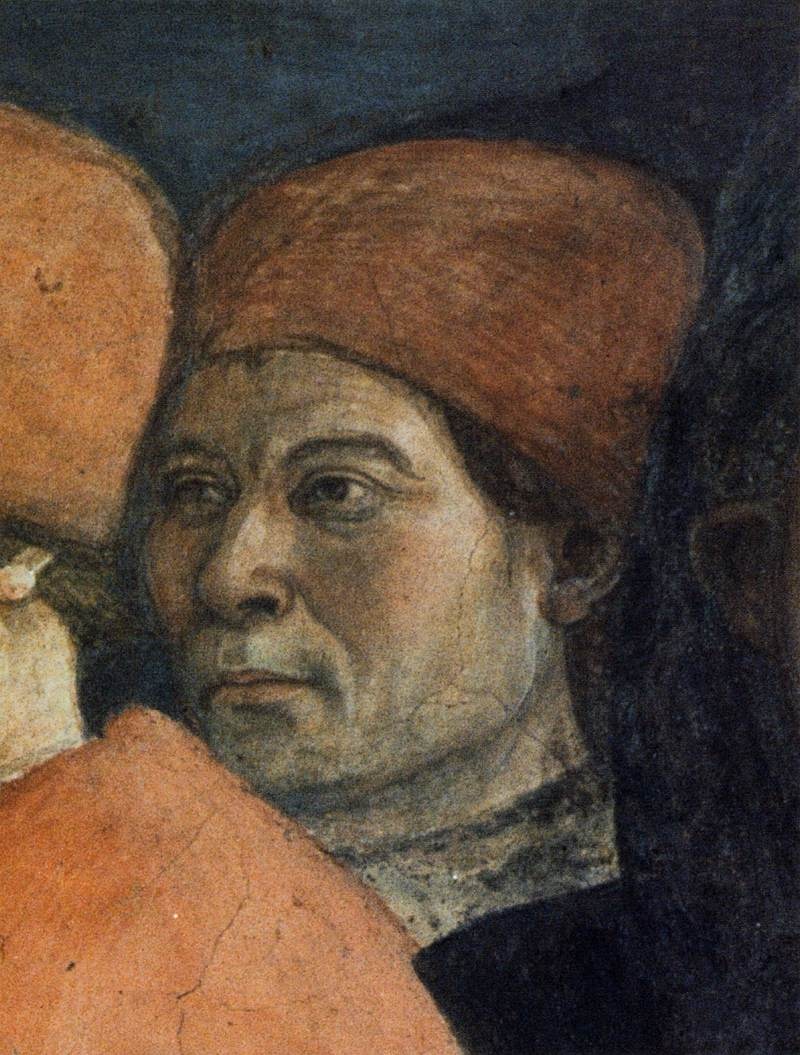
Portrait de Charles dans Les Funérailles de Saint Étienne de Filippo Lippi.

Il est le fils illégitime de Cosme de Médicis (l'Ancien) et d'une esclave nommée Maddalena, qui aurait été achetée à Venise. Il est largement admis que Maddalena était une Circassienne, comme l'indique son fils lui-même : « yeux bleus intenses » et autres « traits circassiens marqués ». Cependant, on a parfois suggéré que sa mère aurait pu être une femme noire africaine en raison des traits foncés sous lesquels il est représenté dans son portrait exécuté par Andrea Mantegna.

## Carrière
Son père l'oblige à entrer dans les ordres. Devenu chanoine de la cathédrale de Florence en 1450, il est nommé recteur de la piève de Santa Maria (Dicomano) dans le Mugello et de celle de San Donato di Calenzano. Il devient abbé de San Salvatore à Vaiano, un village voisin de Prato  Il était également collecteur d'impôts papaux et nonce en Toscane. Charles est chanoine de la cathédrale de Prato en 1460. Homme cultivé, il collectionne les médaillons.

## Portraits

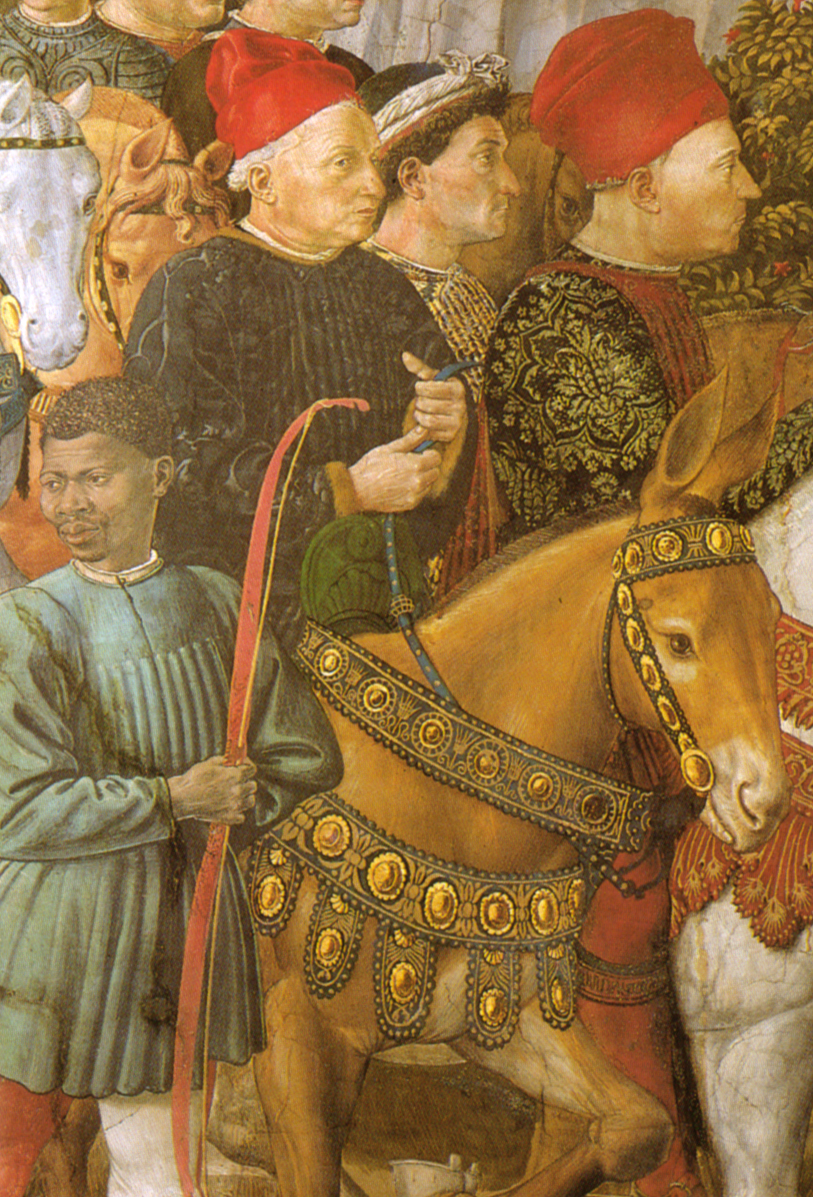
Charles est probablement représenté sur l'une des fresques de Benozzo Gozzoli dans la Chapelle des Mages au palais Medici-Riccardi, au centre, entre son père Cosme l'Ancien et son demi-frère Pierre le Goutteux.

Charles a été peint en habit ecclésiastique par Andrea Mantegna dans un portrait de 1466 montrant sa tête et ses épaules. Il apparaît également dans une scène funéraire de Filippo Lippi Histoire de Saint Étienne et de Saint Jean-Baptiste dans la cathédrale de Prato, dans laquelle il est représenté debout derrière le pape. Il est peut-être aussi l'un des personnages des peintures de Benozzo Gozzoli sur le voyage des mages dans la chapelle des mages de Florence.

## Le personnage de fiction
- Dans la série fantastique historique Da Vinci's Demons, Charles est interprété par Ray Fearon. Il est dépeint comme un missionnaire que la cruauté du monde fait douter de l'Église et de son message.
- Il apparaît aussi dans la deuxième saison des Médicis : Maîtres de Florence, sous les traits de Callum Blake. Sa mère est incarnée par Sarah Felberbaum dans la première saison.